# 马蒂亚斯·霍拜因
马蒂亚斯·霍拜因（德語：Matthias Hobein，1981年2月11日—），德国男子赛艇运动员。他曾代表德国参加世界赛艇锦标赛，获得一枚金牌和一枚银牌，均来自男子轻量级八人单桨有舵手项目。